# Wilhelmina Models
Wilhelmina Models là một công ty quản lý người mẫu do người mẫu Wilhelmina Cooper và chồng là Bruce Cooper thành lập năm 1967 tại Manhattan.
Tháng 2, 2009, công ty này chịu sự điều hành của New Century Equity Holdings Corp.; New Century sau đó đã đổi tên công ty này thành Wilhelmina International, Inc. và hiện tại là WHLM.
Trước khi xảy ra vụ chuyển nhượng, công ty này thuộc quyền điều hành của Dieter Esch và Brad Krassner, Brad đã mua 50% cổ phần từ Esch năm 1999. Vào thập niên 1990, công ty bị bán cho Dieter Esch, và Dieter đã tặng chức chủ tịch cho cô con gái Natasha Esch president trong ngày sinh nhật lần thứ 21. Quyển The Wilhelmina Guide to Modeling (ISBN 0-684-81491-9) do Simon & Schuster, New York xuất bản năm 1996. Và dù tác giả được cho là Natasha Esch, nhưng bản gốc do chính người mẫu C.L. Walker viết. Tại thời điểm quyển sách ra mắt độc giả, nó đã gây ra nhiều vụ tai tiếng vì hé lộ những bí mật được giấu kín trong công tác quản lý người mẫu và vì tính minh bạch của công ty xuất bản này.
Trụ sở của Wilhelmina đặt tại New York, Los Angeles và Miami. Tại Munich, công ty có tên khác là Wilhelmina-Nova Models.
Năm 2004, VA nhờ Modelogic Agency liên kết hợp tác với Wilhelmina và sau đó đổi tên thành Modelogic Wilhelmina. Cũng cùng năm, công ty này thành lập công ty con thứ hai (Wilhelmina Image) theo kế hoạch phát triển.
Năm 2007, Wilhelmina hợp tác cùng với Charlotte, công ty Bắc Carolina, Evolution do Scott Cooper sáng lập, và Evolution đổi tên thành Wilhelmina-Evolution.
Từ năm 2008, chủ tịch của Wilhelmina làm giám khảo chương trình truyền hình thực tế She's Got the Look, những người được chọn từ chương trình sẽ nhận được một hợp đồng với Wilhelmina và chụp ảnh bìa tạp chí Self.
Tháng 6 năm 2008, ca sĩ Ciara ký hợp đồng với Wilhelmina để có mặt trong loạt quảng cáo ra mắt dòng sản phẩm quần áo của cô.
| Người mẫu (quá khứ và hiện tại) | Người nổi tiếng (quá khứ và hiện tại) |
| --- | --- |
| - Iman Abdulmajid - Gabriel Aubry - Stephanie Adams - Willow Bay - Michael Bergin - Joanne Borgella - Maggie Brown - Esther Cañadas - Gia Marie Carangi - Lois Chiles - Kortnie Coles - Charlotte Coyle - Cal Culver - Adrianne Curry - Pam Dawber - Michelle Deighton - Vanessa De Luca - Janice Dickinson - John Gidding - Anjelica Huston - Lauren Hutton - Beverly Johnson - Toccara Jones - Alex Lundqvist - Wendie Malick - Meiling Melançon - Derek & Keith Brewer - Saira Mohan - Diandra Newlin - Sasckya Porto - Gerit Quealy - Anya Rozova - Eve Salvail - Bruno Santos - Andres Segura - Marcus Schenkenberg - Christina Schmidt - Elyse Sewell - Jason Shaw - Naomi Sims - Thomas Tevana - Whitney Thompson - Mark Vanderloo - Cassie Ventura - Ona Zee | - Fergie - Amerie - Beyonce - Tom Berenger - Brandy - Ciara - Cindy Taylor - Kourtney Brown - Ryan Cabrera - Jenna Elfman - Daisy Fuentes - Rebecca Gayheart - Nick Lachey - Jessica Lange - Lisa Leslie - Leighton Meester - Meiling Melancon - Matthew Modine - Leven Rambin - Jamie-Lynn Sigler - Ashlee Simpson - Jessica Simpson - Katelyn Tarver - Sela Ward - Vanessa L. Williams - Cassie - Christina Schmidt |

## Liên kết với America's Next Top Model
Hợp đồng người mẫu với Wilhelmina Models là một phần giải thưởng dành cho người chiến thắng America's Next Top Model mùa thi 1 và mùa thi 14. Những người chiến thắng đã ký hợp đồng:
- Adrianne Curry - Chiến thắng Mùa thi 1 tại chi nhánh New York.
- Whitney Thompson - Chiến thắng Mùa thi 10 tại New York.
- Nicole Fox - Chiến thắng Mùa thi 13.
- Krista White - Chiến thắng Mùa thi 14

Các thí sinh khác đã từng hoặc đang tham gia:
- Elyse Sewell - Hạng 3 Mùa 1 tại chi nhánh Los Angeles.
- Toccara Jones - Hạng 7 Mùa thi 3 tại Los Angeles.
- Michelle Deighton - Hạng 6 Mùa thi 4 tại Los Angeles.
- Diane Hernandez - Hạng 9 Mùa thi 5 tại Miami.
- Anya Rozova - Hạng 2 Mùa thi 10 tại New York.
- Atalya Slater - Hạng 13 Mùa thi 10 tại New York.
- Kortnie Coles - Hạng 10 Mùa thi 12 tại New York.